# Séraphin : Un homme et son péché
Pour les articles homonymes, voir Un homme et son péché.
Pour plus de détails, voir Fiche technique et Distribution.
Séraphin : Un homme et son péché est un film québécois réalisé par Charles Binamé, sorti en 2002.
Le film met en valeur Pierre Lebeau, Karine Vanasse et Roy Dupuis. Il s'agit du 10e film ayant généré les meilleures recettes au Québec (chiffres de 2016). Il s'agit de la 3e adaptation cinématographique du roman Un homme et son péché de Claude-Henri Grignon.

## Synopsis
L'histoire se passe lors de la colonisation du Nord — la région des Laurentides au Québec vers la fin du XIXe siècle (env. 1885-90) —, près de Sainte-Adèle. Un homme sans scrupule, Séraphin Poudrier, contrôle le petit village en utilisant sa richesse.
Dirigeant du village, il épousa Donalda Laloge après que le père de celle-ci, incapable de rembourser sa dette, la lui donne en mariage. Donalda, une femme douce et soumise qui était promise au bel Alexis Labranche, vivra plutôt sa vie en fonction des volontés de cet égoïste mesquin et méprisant, et surtout rongé par une avarice maladive, mais ne se laissera jamais abattre par sa situation.

## Fiche technique
- Titre original : Séraphin : Un homme et son péché
- Réalisation : Charles Binamé
- Scénario : Pierre Billon et Charles Binamé, avec la collaboration de Antonine Maillet et Lorraine Richard, librement inspiré du roman Un homme et son péché, de Claude-Henri Grignon
- Musique : Michel Cusson
- Direction artistique : Ronald Fauteux, Jean Bécotte
- Costumes : Michèle Hamel
- Maquillage : Micheline Trépanier
- Coiffure : Géraldine Courchesne
- Photographie : Jean Lépine
- Son : Patrick Rousseau, Claude Beaugrand, Hans Peter Strobl, Bernard Gariépy Strobl
- Montage : Michel Arcand
- Production : Lorraine Richard
- Société de production : Cité Amérique
- Société de distribution : Alliance Atlantis Vivafilm
- Pays d'origine : Canada
- Langue originale : Français québécois
- Format : couleur — 35 mm — format d'image : 1,78:1 — son Dolby numérique
- Genre : drame
- Durée : 128 minutes
- Dates de sortie :
  - Canada : 10 novembre 2002 (première à Sainte-Adèle)[2]
  - Canada : 29 novembre 2002 (sortie en salle au Québec)
  - Canada : 30 septembre 2003 (DVD)
  - France : 27 novembre 2004 (Festival du film canadien de Paris)
- Classification :
  - Québec : 13 ans et plus[3]

## Distribution
- Pierre Lebeau : Séraphin Poudrier
- Karine Vanasse : Donalda Laloge
- Roy Dupuis : Alexis Labranche
- Rémy Girard : le père (François-Xavier) Laloge
- Robert Brouillette : Bidou Laloge
- Céline Bonnier : Nanette Laloge
- Benoît Brière : « Jambe-de-bois »
- Yves Jacques : le notaire Polydor Le Potiron
- Anne-Marie Cadieux : Olympe Le Potiron
- Pierrette Robitaille : Victorine Malterre
- Julien Poulin : le père Ovide
- Normand Chouinard : le curé Raudin
- Robert Lalonde : Dr Cyprien
- Louise Portal : Delphine Lacoste
- Marie Tifo : Délima Greenwood, sœur de Séraphin
- Catherine Trudeau : Simone
- Reynald Bouchard : Nicolas Fournier
- Sylvain Massé : Joe Lachaîne
- Gaston Caron : Luc Destreilles, le gérant de banque
- Marie-Michelle Garon : Arthémise
- Luc Proulx : Hector Brochu
- Geneviève Laroche : Virginie
- Marc Hébert : Richard Bossé
- Maxime Dumontier : Séraphin à 11 ans

## Production
Le tournage s'est déroulé du 10 septembre au 10 novembre 2001 à Mandeville, dans la région de Lanaudière et à Saint-Hubert, au Québec, en Montérégie.
Produit avec un budget de 6,2 millions de $ CA, les recettes totales d'exploitation du film se sont élevées à 8,1 millions de $ CA.

## Distinctions
Prix Jutra
- Lauréat :
  - Billet d'or : remis au film ayant amassé les meilleures recettes au box-office québécois
  - Meilleur acteur : Pierre Lebeau
  - Meilleure actrice : Karine Vanasse
  - Meilleure direction artistique : Ronald Fauteux, Jean Bécotte, Michèle Hamel
  - Meilleure direction de la photographie : Jean Lépine
  - Meilleure musique originale : Michel Cusson
  - Meilleur son : Claude Beauregard, Hans Peter Strobl, Bernard Gariépy Strobl

- Nominations :
  - Meilleur acteur : Roy Dupuis
  - Meilleur film : Lorraine Richard (productrice)
  - Meilleur acteur de soutien : Rémy Girard
  - Meilleure actrice de soutien : Céline Bonnier

Prix Génie
- Lauréat :
  - Golden Reel Award : film ayant amassé les meilleures recettes au box-office canadien

- Nominations :
  - Meilleure direction artistique : Jean Bécotte
  - Meilleurs costumes : Michèle Hamel
  - Meilleure musique originale : Michel Cusson
  - Meilleure chanson originale : Depuis le premier jour interprétée par Isabelle Boulay, écrite par Luc Plamondon et composée par Michel Cusson
  - Meilleur acteur de soutien : Roy Dupuis
  - Meilleure actrice : Karine Vanasse